# N'Goné Fall
N'Goné Fall (Dakar, 1967) è un architetto, critico d'arte e curatore senegalese e francese. Vive tra Dakar e Parigi.

## Biografia
N'Goné Fall nasce a Dakar. Si trasferisce a Parigi dove si laurea nel 1993 in architettura all'École Spéciale d'Architecture. Terminati gli studi, nel 1994 comincia a lavorare come assistente di redazione della rivista Revue Noire e dal 1996 al 2001 è direttrice di redazione.
Nel 2004 fonda insieme a Sylviane Diop l'associazione GawLab a Dakar e comincia a vivere tra Parigi e Dakar. A gennaio 2005 partecipa al simposio Ars&Urbis promosso a Douala dall'organizzazione culturale doual'art con l'obiettivo di preparare e annunciare il SUD-Salon Urbain de Douala. Nel 2006 è tra i curatori internazionali invitati a partecipare al Curators Workshop in Sudafrica, un laboratorio dedicato alla formazione di giovani curatori.
Nel 2010 fa parte della giuria di Spier Contemporary 2007 e 2010, un'esposizione annuale organizzata dall'Africa Centre.
Collabora come consulente per organizzazioni culturali internazionali e senegalesi nel redigere valutazioni, relazioni e piani strategici e di orientamento. Insegna strategie e metodologia della comunicazione per il Master in Cultural Industries all'Università Senghor di Alessandria d'Egitto.
È stata membro del consiglio direttivo del network di residenze d'arte Res Artis dal 2004 al 2010; dal 2008 è membro della commissione di selezione dei premi della Fondazione Prince Claus e del comitato di consulenza del programma Rockefeller Creative Fellowship al Bellagio Center della Fondazione Rockefeller.
Dal 2007 è professore associato all'Università Senghor di Alessandria d'Egitto all'interno del dipartimento di culture industriali con corsi sulla gestione dell'arte e dei festival culturali (contesto, metodologia, strumenti).

## Attività

### Esposizioni
- Incontri della fotografia africana di Bamako, 2001. Guest curator di una delle mostre
- Dak'Art 2002: Biennale di Dakar. Membro del comitato di selezione e della giuria e curatrice di una delle mostre individuali.

### Pubblicazioni
Cura e collabora alla curatela di pubblicazioni.
- Anthology of African Photography (and fremo Indian Ocean and Diaspora), 1998 (tre edizioni in francese, inglese e portoghese), Editions Revue Noire, 1998. Cura la pubblicazione insieme a Pascal Martin Saint Leon e Jean Loup Pivin.
- Anthologie de l'art africain du XX siècle (tre edizioni in francese, inglese e portoghese), Editions Revue Noire, 2001. Cura la pubblicazione insieme a Pascal Martin Saint Leon e Jean Loup Pivin.
- "Kinshasa Photographers" (DRCongo), Editions Revue Noire, 2001. Contribuisce alle ricerche e ai testi insieme a Lye M. Yoka, Manda Tchebwa e Françoise Morimont.

Cura e collabora alla curatela di alcuni numeri della rivista "Revue Noire" che presenta la produzione artica e culturale di specifici paesi o temi. 
- Angola, n. 29, 1998.
- African Fashion, Contemporary African design in fashion, accessories, products in Africa and Europe, n. 27
- Etiopia, Gibuti et Eritrea, "Revue Noire", n. 24, 1997.
- African Cooking, Contemporary art and cooking in Africa, Caribbean and Brazil : art, photo, literature, dance, theatre, music, architecture, heritage, design, talkks, memory, art news, n. 23, Dicembre 1996.
- Benin, n. 18, settembre 1995. Curatrice insieme a Simon Njami e Bruno Asseray.

### Saggi e contributi
Alcuni suoi interventi si concentrano sulle istituzioni in Africa e sulla mancanza nel continente di infrastrutture culturali.
- Providing a Space of Freedom: Women Artists from Africa in Global Feminisms, 2007[4].
- Framing arts and culture in Africa, 31/03/2008[5].
- Incubator for a Pan-African Roaming Biennial, durante Manifesta 8, Murcia, 2010[6]'.